# Imperium Zapomnienia
Imperium Zapomnienia – trzeci album studyjny rzeszowskiego zespołu heavymetalowego Monstrum wydany w 2010 roku. Obok piosenek heavymetalowych na płycie znajdują się również utwory wykonane w stylu power metalu, hard rocka oraz ballada „To co mam” i lekko bluesowa, akustyczna kompozycja autorstwa Kamila Śliwińskiego i Damiana Zająca, czyli ostatnia piosenka na tym krążku, która nosi tytuł „Outro”.
Premiera płyty miała miejsce 04.12.2010r. w klubie Pod Palmą w Rzeszowie i była połączona z koncertem z okazji szesnastych urodzin MonstruM, na którym, jako support zagrał Schankiel Club Band, składający się z byłych członków zespołu (Wacław Dudek, Tomasz Guzek, Wojciech Bartnik). Na koncert przyszła duża publiczność, która wraz z zespołem śpiewała ich piosenki z „Imperium Zapomnienia”, jak i wcześniejszych krążków.

## Lista utworów
1. „Czerwona śmierć” (sł. M. Waltoś, muz. D. Zając)
2. „Kac” (sł. M. Waltoś, muz. Marcin Habaj)
3. „Marzenia” (sł. M. Waltoś, muz. Marcin Habaj)
4. „Hotel Alcatraz” (sł. M. Waltoś, muz. Marcin Habaj)
5. „Twierdza” (sł. M. Waltoś, muz. D. Zając)
6. „Do nikąd” (sł. M. Waltoś, D. Zając)
7. „0,5” (sł. M. Waltoś, D. Zając)
8. „Ostatni raz” (sł. M. Waltoś, muz. MonstruM)
9. „Aviation Valley” (sł. M. Waltoś, muz. D. Zając)
10. „To co mam” (sł. M. Waltoś, muz. D. Zając)
11. „Outro” (muz. D. Zając, K. Śliwiński)

Bonus
12. „To były piękne dni (cover)” – utwór nie został umieszczony na płycie.

## Wykonawcy
Mariusz Waltoś – wokal,

Damian Zając – gitara,

Marcin Habaj – gitara,

Jacek Mazurek – gitara,

Kamil Śliwiński – gitara basowa,

Przemysław Rzeszutek – perkusja,

Adrian Adamski – instrumenty klawiszowe (gościnnie).

## Informacje dodatkowe
Wydawca: Sonic Alternative Nation Group
Produkcja, realizacja, miks, mastering: Leszek „Czubek” Wojtas
Drugi realizator: Przemysław Rzeszutek
Materiał został nagrany w rzeszowskim Underground Sound Studio, na przełomie grudnia 2009 i marca 2010.